# Vanda Hădărean
Vanda Hădărean född den 3 maj 1976 i Cluj-Napoca, Rumänien, är en rumänsk gymnast.
Hon tog OS-silver i lagmångkampen i samband med de olympiska gymnastiktävlingarna 1992 i Barcelona.